# Geisirith
Geisirith (en grec ancien : Γεισίριθ) est un officier byzantin d'origine gothe, du vie siècle, pendant le règne de l'empereur Justinien (527-565). Il est actif dans la préfecture du prétoire d'Afrique en tant que commandant subordonné du maître des soldats Jean Troglita. La position qu'il occupe dans la province est inconnue. Il dispose peut être de quelques commandements parmi les maîtres des soldats et des tribuns, il est peut-être même un homme spectaculaire, comme le suggèrent les auteurs de Prosopography of the Later Roman Empire.
Il apparaît pour la première fois au lendemain de la bataille hivernale de 546/547, au cours de laquelle les Byzantins battent de manière décisive le chef berbère Antalas. À l'occasion, il est envoyé avec Amantius sur ordre de Jean Troglita pour espionner les positions ennemies mais, à leur retour, ils sont tombés dans une embuscade berbère et ont été contraints de fuir. Lors de la désastreuse bataille de Marta durant l'été 547, il conserve le flanc gauche avec Putzintulus et Sinduit, tandis qu'à la bataille des Champs de Caton de l'été 548, il reste près de Putzintulus et du chef berbère allié Cusina.